# Callicostella parvicellulata
Callicostella parvicellulata är en bladmossart som beskrevs av Fernand Mathieu Hubert Demaret och Potier de la Varde 1952. Callicostella parvicellulata ingår i släktet Callicostella och familjen Hookeriaceae. Inga underarter finns listade i Catalogue of Life.